# Operacja Fortitude

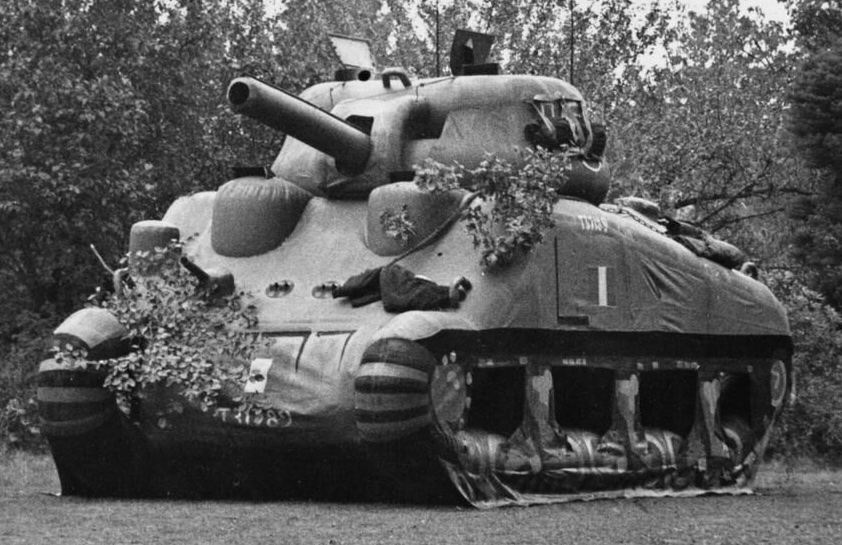
Gumowy czołg M4 Sherman, będący elementem operacji

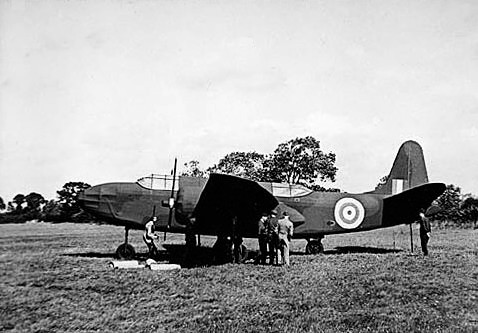
Makieta samolotu Douglas A-20 Havoc, będąca elementem operacji

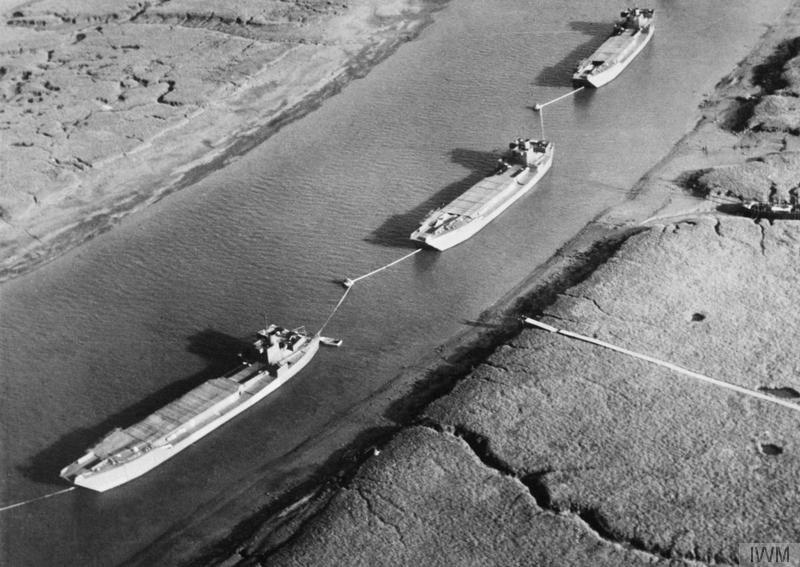
Atrapy barek desantowych używane w południowo-wschodnim angielskim porcie, będące elementem operacji

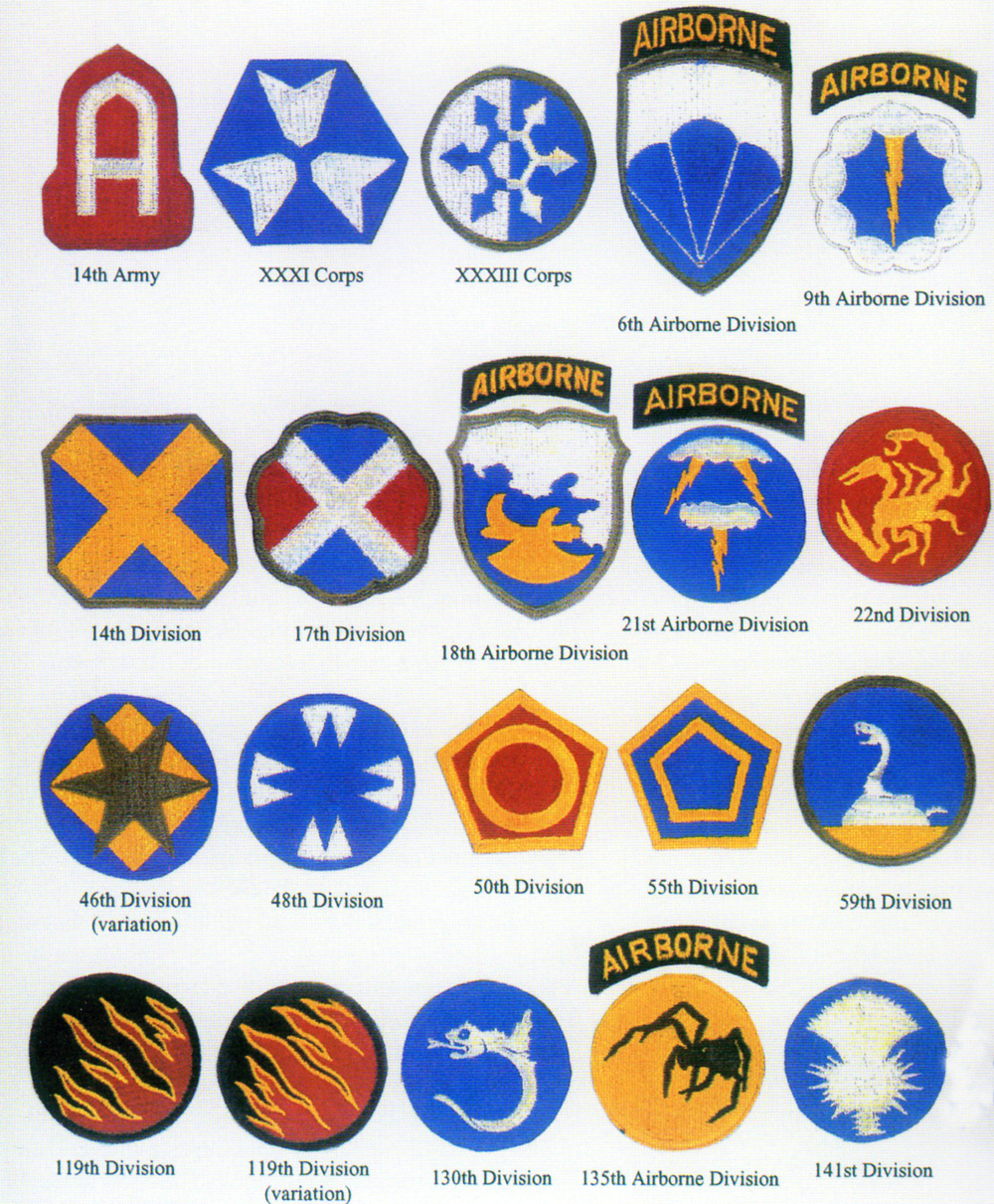
Emblematy „jednostek” FUSAG-u

Operacja Fortitude (ang. „Hart ducha”) – nazwa kodowa operacji kontrwywiadu aliantów w czasie II wojny światowej, której zadaniem było zmylenie wywiadu i sztabu niemieckiego co do prawdziwych planów aliantów, jakimi było lądowanie w Normandii. Była to część operacji „Bodyguard”.
Operacja składała się z dwóch części: „Fortitude North” i „Fortitude South”.

## Fortitude North
Zadaniem operacji „Fortitude North” było przekonanie Adolfa Hitlera, że alianci (4 Armia z siedzibą dowództwa w Edynburgu) zaatakują Norwegię w celu odwrócenia uwagi na główny atak, który miał się rzekomo odbyć w regionie Pas-de-Calais, lub w celu przerzucenia przez neutralną Szwecję wojsk desantowych nad Morze Bałtyckie. Dlatego też radiostacje 4 Armii przekazywały sobie różne informacje mające świadczyć o przygotowaniach do walk w niskich temperaturach w warunkach górskich. Padały na przykład pytania o rodzaje smarów odpornych na zamarzanie, bądź rozkazy kierujące żołnierzy na kursy narciarskie. Politycznym uzupełnieniem „Fortitude North” była operacja „Graffham”.

## Fortitude South
„Fortitude South” była największą tego typu operacją w czasie całej wojny. Operacja miała stworzyć wrażenie, że lądowanie w Normandii jest tylko akcją mającą odciągnąć uwagę od głównego ataku w regionie Pas-de-Calais. W jej ramach zbudowano fałszywe lotniska, na których postawiono makiety samolotów, powstały całe obozy wojskowe zapełnione nadmuchanymi, gumowymi modelami czołgów. Ponadto plan miało uwiarygodniać 250 fałszywych barek desantowych. Ślady gąsienic czołgów i opon samochodów ciężarowych wiodły w głąb lasów, co miałoby sugerować, że ukryto tam znaczne ilości wojsk. Utworzono grupę radiostacji, które „porozumiewały się” wzajemnie nadając komunikaty o treści, jakich można się spodziewać w czasie formowania dużej grupy armii. Z dziennikarzami i dyplomatami państw neutralnych spotykali się „przypadkowo” oficerowie noszący na ramionach naszywki nieistniejących jednostek (na przykład 2 Brytyjska Dywizja Powietrznodesantowa). Lokalne gazety donosiły o zaniepokojeniu mieszkańców „znacznym nagromadzeniem zagranicznych żołnierzy”.
Dużą część decepcji stanowili niemieccy agenci przebywający na terenie Anglii. Niemcy mieli w czasie wojny ponad 50 szpiegów dla nich pracujących, ale wszyscy zostali ujęci przez MI5 i część z nich została podwójnymi agentami, którzy przesyłali do Niemiec sfałszowane informacje potwierdzające wiadomości, które wywiad niemiecki otrzymywał z innych źródeł – najważniejszymi podwójnymi agentami byli Hiszpan Juan Pujol, Polak Roman Czerniawski i Serb Dušan Popov. W okresie kilku miesięcy przed lądowaniem w Normandii wysłano około 500 depesz radiowych, które miały dodatkowo przekonać Niemców, że główny atak nastąpi przez Cieśninę Kaletańską w regionie Pas-de-Calais.
Dowódcą fikcyjnej 1 Grupy Armii Stanów Zjednoczonych (FUSAG), którą stworzono dla potrzeb „Fortitude”, był generał George Patton (został on wcześniej pozbawiony dowództwa amerykańskiej 7 Armii po niesławnym incydencie na Sycylii). Wyznaczenie Pattona dowódcą FUSAG-u grało bardzo dużą rolę dla całości tego przedsięwzięcia, jako że Niemcy uważali go za najlepszego z alianckich generałów, i fakt, że on właśnie został dowódcą ugrupowania, umocniło w oczach Niemców jego autentyczność, tym bardziej że generał podróżował od miasta do miasta, spotykał się z mieszkańcami popełniając kolejne gafy, głośno komentowane w prasie.
„Fortitude” była nie tylko największą operacją tego typu, ale i najbardziej udaną. Sztab niemiecki do końca wierzył, że prawdziwe lądowanie nastąpi w Pas-de-Calais. Co więcej, nawet po lądowaniu w Normandii Niemcy przez następne tygodnie trzymali silne rezerwy w rejonie Pas-de-Calais, dalej spodziewając się tam głównego uderzenia aliantów. To błędne rozmieszczenie niemieckich sił miało kapitalne znaczenie w czasie operacji „Overlord”.